# Grömbach
Grömbach è un comune tedesco di 618 abitanti, situato nel land del Baden-Württemberg.